# George Cockburne
George Cockburne (falecido em 1770) foi um administrador naval que foi controlador da Marinha.

## Carreira
Cockburne foi nomeado controlador da Marinha e promovido a capitão em 1756. Em 1770, enquanto ainda controlador, ele se apresentou sem sucesso na pré-eleição de Scarborough com o apoio do marquês de Granby.

## Família
Ele casou-se com Lady Caroline Forrester.